# Technoboss
Technoboss é um musical português realizado por João Nicolau. Estreou-se no Festival Internacional de Cinema de Locarno a 11 de agosto de 2019. Em Portugal  estreou a 7 de novembro de 2019. 

## Elenco
- Miguel Lobo Antunes
- Luísa Cruz
- Américo Silva
- Tiago Garrinhas
- Sandra Faleiro
- Duarte Guimarães

- Matias Neves

- Ana Tang
- Jorge Andrade
- José Raposo
- Mick Greer
- Bruno Lourenço
- João Nunes Monteiro
- Bob Taylor